# 何清湖
何清湖（1965年11月—），男，汉族，湖南耒阳人，中华人民共和国政治人物。现任湖南中医药大学教授，湖南医药学院院长。第十四届全国政协委员。